# Hop-a-long Cassidy
Hop-a-long Cassidy è un film del 1935 diretto da Howard Bretherton.
È un western statunitense con William Boyd, James Ellison e Paula Stone.
È il primo lungometraggio della serie di film western incentrati sul personaggio di Hopalong Cassidy (interpretato da Boyd) creato nel 1904 dallo scrittore Clarence E. Mulford. È basato sul romanzo del 1912 Hopalong Cassidy di Clarence E. Mulford.

## Produzione
Il film, diretto da Howard Bretherton su una sceneggiatura di Doris Schroeder e Harrison Jacobs e un soggetto di Clarence E. Mulford, fu prodotto da Harry Sherman per la Harry Sherman Productions e girato nelle Alabama Hills a Lone Pine e nel Red Rock Canyon State Park a Cantil, California, Il brano della colonna sonora Followin' the Stars fu composto da Sam H. Stept e Dave Franklin.

## Distribuzione
Il film fu distribuito negli Stati Uniti dal 23 agosto 1935 al cinema dalla Paramount Pictures.
Altre distribuzioni:
- in Svezia il 23 novembre 1935 (Västerns musketörer)
- in Danimarca il 14 marzo 1951 (redistribuzione)
- in Brasile (Vida e Aventura)
- negli Stati Uniti (Hopalong Cassidy Enters) (redistribuzione)

## Promozione
Le tagline sono:
- Three Musketeers of the Mesas in a rough riding romance of the roaring West!
- Tough luck for cattle rustling hombres when these three broncho busting buckaroos get after them... a yarn with a kick like a loco steer...